# 酒泉南站
酒泉南站，位于中华人民共和国甘肃省酒泉市肃州区，是兰新客运专线上的高铁站，于2014年12月26日开通启用，由兰州铁路局管辖。

## 歷史
- 2014年12月26日开通启用。

## 車站周邊
- 连霍高速公路
- 酒泉种子产业园
- 甘肃省地矿局第四地质矿产勘查院
- 酒泉市康复医院
- 玉门油田第二中学
- 甘肃巨龙现代农业物流港
- 航天公园
- 福华游泳馆
- 酒泉第四中学

## 外部連結
- 中国铁路客户服务中心（页面存档备份，存于）